# Высокая горка
«Высокая горка» — советский рисованный мультфильм, который создали в 1951 году режиссёры-мультипликаторы Леонид Амальрик и Владимир Полковников. Объединённые схожими творческими стремлениями, режиссёры нашли собственный стиль.

## Сюжет
Мультфильм поставлен по мотивам сказки «Красная горка» известного русского писателя Виталия Бианки. В отличие от прозы в книге, в мультфильме — всё в стихах.
Главные герои — драчливый и хвастливый воробей Чик и его супруга — Чирика. Так как Чик рассорился со своими товарищами, ему и его жене не пришлось ждать от кого-либо помощи и делать всё самим. Чирика склоняет Чика к тому, чтобы поселиться на Высокой горке, однако Чик, узнав, что там все живут как «один за всех, и все за одного», отказывается.
Пара строит гнездо на крыше деревенского домика и лишь после того, как их гнездо разорил местный кот, Чик понимает, что без товарищей жить нельзя, и соглашается поселиться на Высокой горке.
При очередной попытке того же самого кота полакомиться яйцами дружная стая живущих на Высокой горке птиц даёт ему суровый отпор.

## Над фильмом работали

### Создатели
- Сценарист — Григорий Колтунов
- Текст реплик — Михаила Вольпина
- Режиссёры — Леонид Амальрик, Владимир Полковников
- Художник — Александр Трусов
- Композитор — Виктор Оранский
- Оператор — Михаил Друян
- Звукооператор — Николай Прилуцкий
- Художники-мультипликаторы: Фёдор Хитрук, Рената Миренкова, Вячеслав Котёночкин, Борис Савков, Владимир Данилевич, Надежда Привалова, Татьяна Таранович, Михаил Ботов, Лев Попов, Мстислав Купрач
- Художники-декораторы: Вера Роджеро, Дмитрий Анпилов, Ирина Светлица, Константин Малышев, Елена Танненберг
- Технический ассистент — И. Кульнева
- Ассистент по монтажу — Александра Фирсова

### В ролях
- Анастасия Зуева — Сойка
- Ирина Гошева
- Георгий Вицин — Чик
- Клементина Ростовцева

### Озвучивание 2001 года
- Александр Котов — Чик
- Ирина Маликова
- Жанна Балашова
- Борис Токарев — Воробей

## Переозвучка
В 2000—2001 году мультфильм был отреставрирован и заново переозвучен компаниями ООО «Студия АС» и ООО «Детский сеанс 1». В новой версии была полностью заменена фонограмма, к переозвучиванию привлечены современные актёры, в титрах заменены данные о звукорежиссёре (звукооператор новой версии — А. Понявин) и актёрах озвучивания. Переозвучка была крайне негативно воспринята как большинством телезрителей, так и членами профессионального сообщества. Качество реставрации также иногда подвергается критике.